# Depósito Croton (Nueva York)

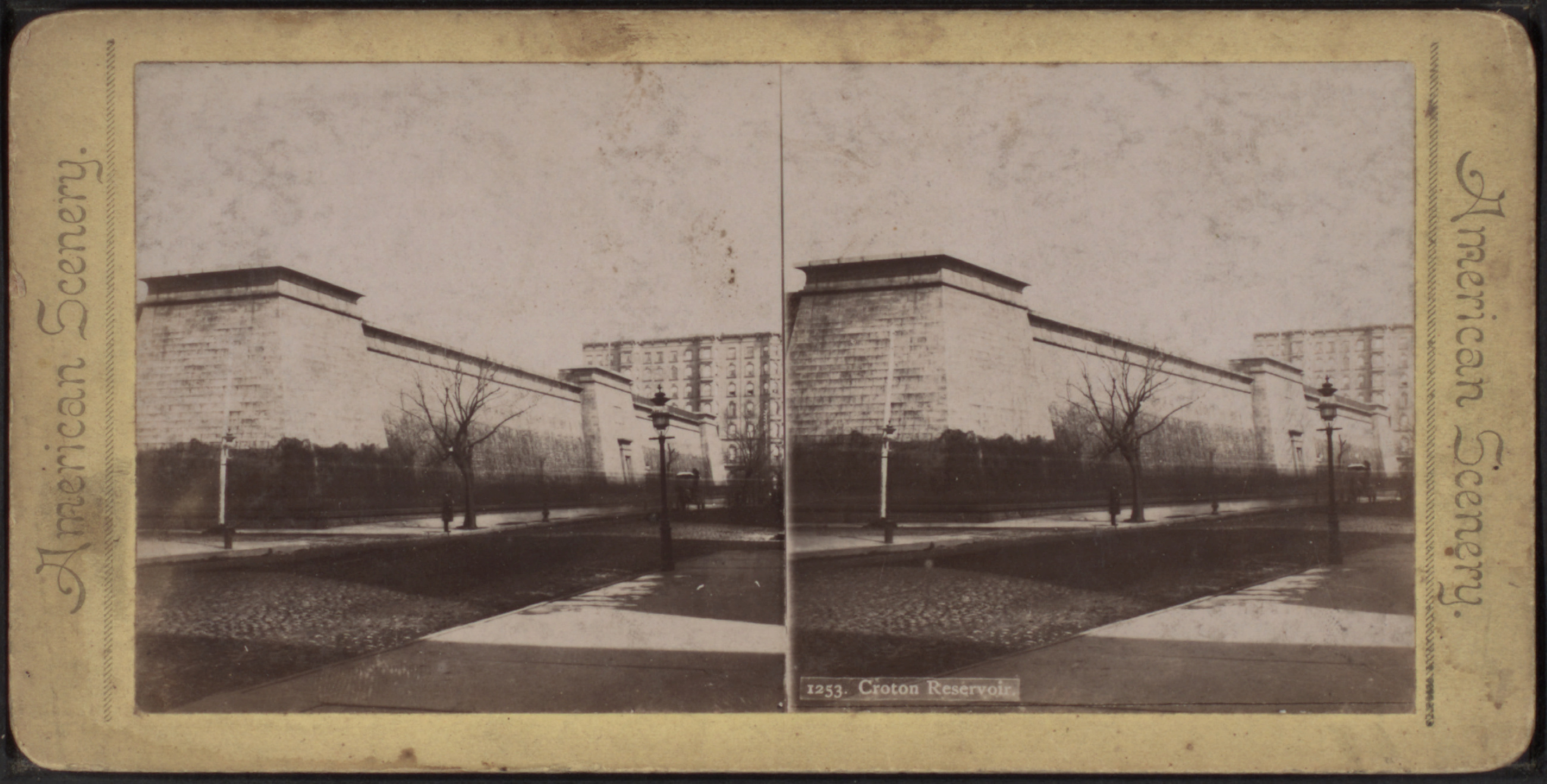
Fotografías de Robert N. Dennis del Depósito Croton.

El antiguo depósito de Croton, también conocido como el embalse Murray Hill, fue un depósito sobre el suelo en la calle 42 y la Quinta Avenida, en Manhattan (Nueva York). Suministró el agua potable a la ciudad durante el siglo XIX. El depósito era un lago artificial de 4 hectáreas (40,000 m²) de superficie, rodeado de muros de granito de 15 metros de alto, por 7,6 metros de grosor. El embalse tenía una capacidad total de más de 75 millones de litros (20 millones de galones). Su fachada se hizo en un estilo vagamente egipcio. La parte superior de los muros eran paseos públicos desde donde se contemplaban unas vistas impresionantes. Se convirtió en un popular lugar de paseo para los neoyorkinos. 
Una vez establecido, el depósito Croton fue el principal recurso hídrico de Nueva York. En medio de gran fanfarria, el agua se introdujo en el depósito el 4 de julio de 1842. Antes de la construcción del acueducto, el agua se obtenía de cisternas, pozos y barriles de lluvia. El acueducto y el depósito recibieron su nombre de la fuente de agua, una serie de conductos, la mayoría subterráneos, que llevaban el agua desde el río Croton, al norte del Condado de Westchester, hasta los grifos de Nueva York.
El depósito fue desmantelado en la década de 1890. Hoy en día, su lugar lo ocupan la New York Public Library y el Bryant Park. Algunos de los cimientos originales del depósito todavía se pueden encontrar en la South Court de la biblioteca. Actualmente, el agua se suministra principalmente a la ciudad a través de tres túneles. El embalse de Central Park sigue estando, pero desde 1993 ya no está en uso.

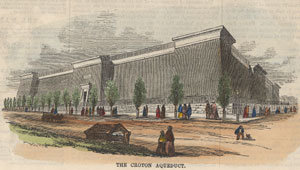
Muros del depósito.

Los pasajeros del metro pueden ver las fotografías históricas que muestran el antiguo depósito. La galería se encuentra en la pared del pasadizo que conecta la estación de la Quinta Avenida de la línea 7 y la calle 42, con la estación de la Línea de la Sexta Avenida. 

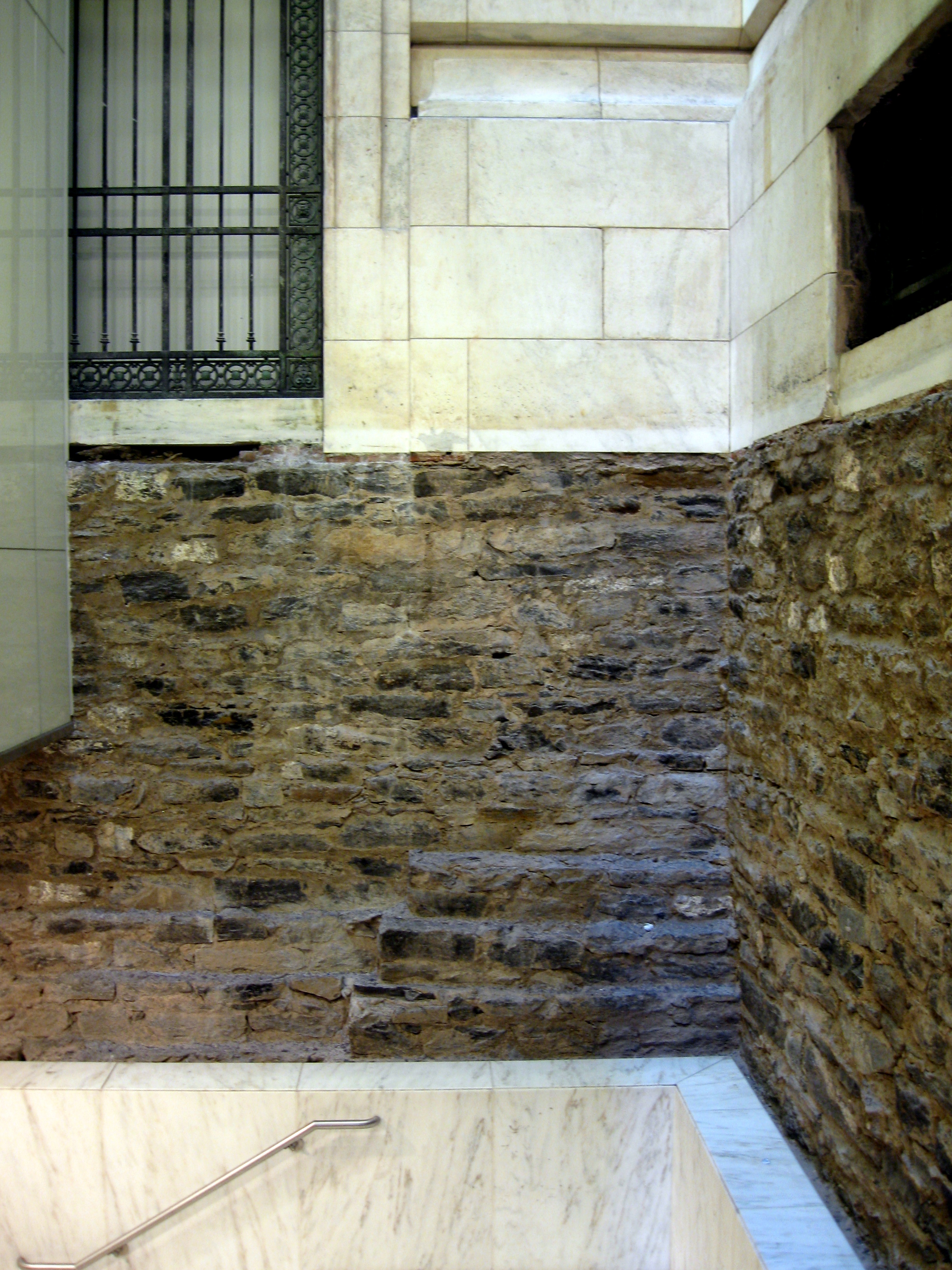
Vestigios de los muros del depósito en la biblioteca.

Desmantelamiento en 1899.

Dos placas conmemorativas colgaban de los muros del depósito:
CRÓNICA HISTÓRICA Y DESCRIPTIVA DEL ACUEDUCTO CROTON - La Ley que autorizó la construcción de la obra, fue aprobada el 2 de mayo de 1834. Stephen Allen, William W. Fox, Saul Alley, Charles Dusenberry y Benjamin M. Brown fueron nombrados comisionados. Durante el año 1834, se realizaron dos encuestas- una de DAVID B. Douglass y la otra de JOHN MARTINEAU. En abril de 1835, la mayoría de los electores de la ciudad votó a favor de la construcción del acueducto. El 7 de mayo siguiente, el _Cabildo_ "dio instrucciones a los Comisionados para proceder con el trabajo." David B. Douglass trabajó como ingeniero jefe hasta octubre de 1836, momento en el que le sucedió John B. Jervis. En marzo de 1837, Benjamin M. Brown renunció, le sucedió Thomas T. Woodruff. En marzo de 1840, a los comisionados antes mencionados les sucedieron Samuel Stevens, John D. Ward, Zevedee Ring, Benjamin Birdsall y Samuel R. Childs. El trabajo se inició en mayo de 1837. El 22 de junio de 1842, el acueducto estaba tan completo que pudo recibir el agua del Lago del río Croton; el día 27 el agua entró en el depósito de recepción y fue introducido en este embalse el día 4 de julio. La presa del río Croton tiene 40 pies de altura, y 251 pies de largo. El lago del río Croton tiene cinco millas de largo y cubre una superficie de 400 hectáreas. El ACUEDUCTO, desde la presa hasta el depósito, tiene 40 ½ millas de longitud, y provee 60 millones de galones imperiales de agua en veinticuatro horas. La capacidad del depósito de recepción es de 150 millones de galones y la de este embalse 20.000.000. El coste, incluyendo este embalse, ascendió a casi 9.000.000 de dólares.
HISTORICAL AND DESCRIPTIVE ACCOUNT OF THE CROTON AQUEDUCT -- The Law authorizing the construction of the work, passed May 2nd, 1834. Stephen Allen, William W. Fox, Saul Alley, Charles Dusenberry and Benjamin M. Brown were appointed Commissioners. During the year 1834, two surveys were made--one by DAVID B. DOUGLASS and the other by JOHN MARTINEAU. In April, 1835, a majority of the Electors of the City voted in favour of constructing the Aqueduct. On the 7th May following, the _Common Council_ "instructed the Commissioners to proceed with the work." David B. Douglass was employed as Chief Engineer until October, 1836; when he was succeeded by John B. Jervis. In March, 1837, Benjamin M. Brown resigned, and was succeeded by Thomas T. Woodruff. In March, 1840, the before mentioned Commissioners were succeeded by Samuel Stevens, John D. Ward, Zevedee Ring, Benjamin Birdsall and Samuel R. Childs. The work was commenced in May, 1837. On the 22nd June, 1842, the Aqueduct was so far completed that it received the Water from the Croton River Lake; on the 27th the Water entered the Receiving Reservoir and was admitted into this Reservoir on the succeeding 4th of July. The DAM at the Croton River is 40 feet high, and the overfall 251 feet in length. The CROTON RIVER LAKE is five miles long, and covers an area of 400 acres. The AQUEDUCT, from the DAM to this Reservoir, is 40½ miles long, and will deliver in twenty-four hours 60,000,000 imperial gallons. The capacity of the Receiving Reservoir is 150,000,000 gallons, and of this reservoir 20,000,000. The cost, to and including this Reservoir, nearly $9,000,000.
La segunda placa decía:
"ACUEDUCTO CROTON -- DEPÓSITO DISTRIBUIDOR -- COMISARIOS:

SAMUEL STEVENS

ZEBEDEE RING

JOHN D. WARD

BENJ^n BIRDSALL

SAMUEL R. CHILDS

INGENIEROS:

JOHN B. JERVIS. JEFE.

H^o ALLEN, ASISTENTE PRINCIPAL.

P. HASTIE, RESIDENT. BUILDERS: THOMSON PRICE & SON. INICIADO A. D. MDCCCXXXVIII. FINALIZADO A. D. MDCCCXLII.
CROTON AQUEDUCT -- DISTRIBUTING RESERVOIR -- COMMISSIONERS:

SAMUEL STEVENS

ZEBEDEE RING

JOHN D. WARD

BENJ^n BIRDSALL

SAMUEL R. CHILDS

ENGINEERS:

JOHN B. JERVIS. CHIEF.

H^o ALLEN, PRIN^l ASSIST.

P. HASTIE, RESIDENT. BUILDERS: THOMSON PRICE & SON. COMMENCED A. D. MDCCCXXXVIII. COMPLETED A. D. MDCCCXLII.